# Рассказовский район
Расска́зовский райо́н — административно-территориальная единица (район) и муниципальное образование (муниципальный район) в центре Тамбовской области России.
Административный центр — город Рассказово (в состав района не входит).

## География

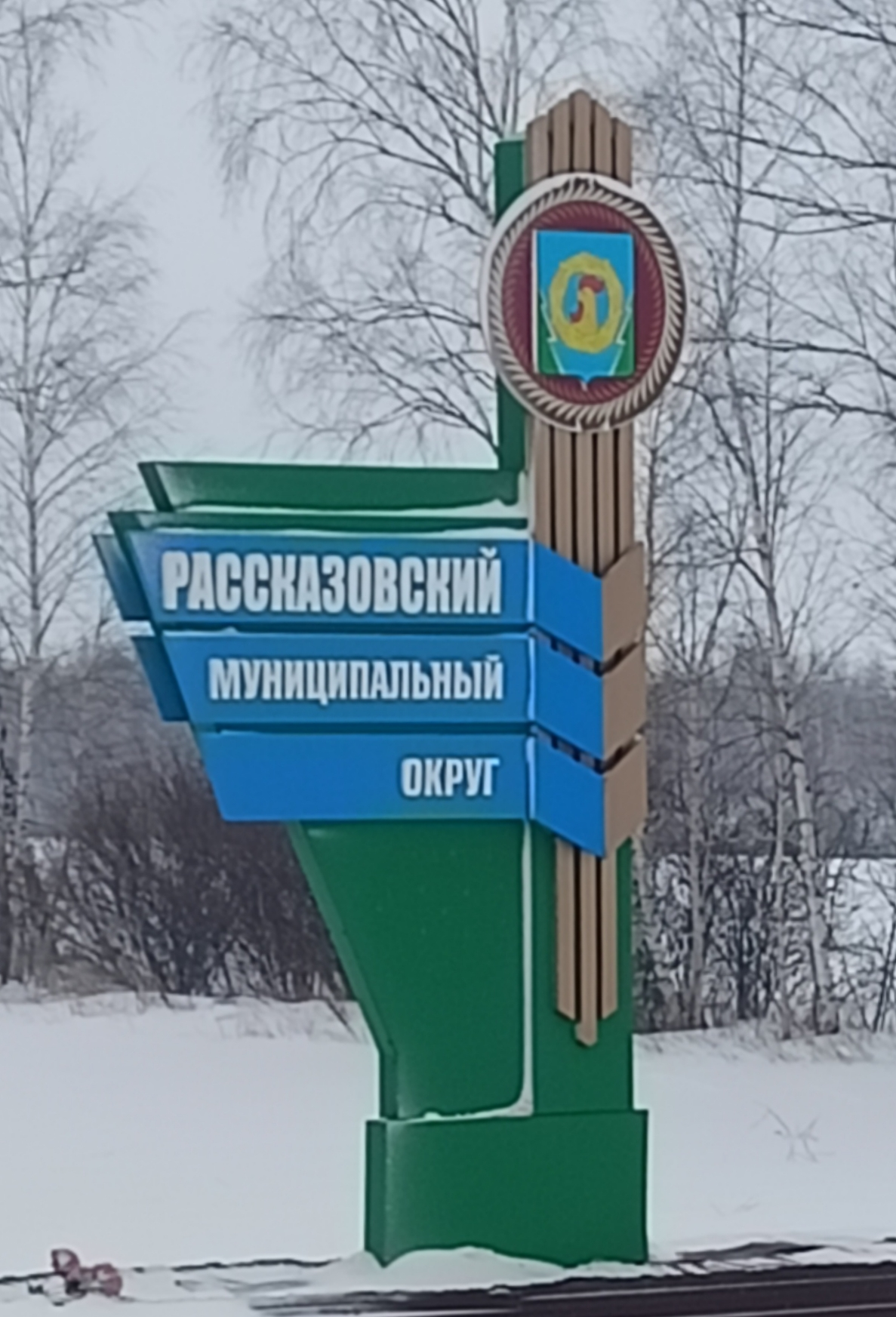

Площадь района — 1798 км². Находится в центральной части Тамбовской области и граничит: со Ржаксинским, Сампурским, Знаменским, Бондарским, Инжавинским и Кирсановским районами области.

### Природа
В Рассказовских лесах, занимающих площадь более 300 км², растут ели, сосны, берёзы и липы, водятся соловьи, кукушки и воробьи.
В годы Великой Отечественной войны в Рассказовском районе велась добыча торфа. А у села Никольское находятся крупные месторождения фосфоритов и титаново-циркониевых руд. В этом же селе находится геологический памятник позднемеловой эпохи, расположенный на берегу реки Большой Ломовис.

## История
Рассказовский район был образован 28 июля 1928 года.
До 1937 года Рассказовский район в составе других 128 районов входил в состав Воронежской области. Район занимал площадь 1372 км². На его территории проживало 78,2 тысяч человек. В состав входили городской Совет и 13 сельских Советов, объединявших 68 населённых пунктов.
Центром района также был город районного подчинения Рассказово. На территории района действовали 25 промышленных предприятий, в том числе Арженская и Рассказовская суконные фабрики, спиртзавод, овчинно-шубный завод, 5 хлебопекарен, завод безалкогольных напитков, колбасно-коптильная мастерская. В городе работало 12 начальных, 2 неполных средних и 4 средних школы, рабфак, педагогический техникум, школа медсестёр.
Система здравоохранения состояла из больницы, поликлиники, амбулатории, тубдиспансера, вендиспансера, родильного дома и амбулатории птицесовхоза «Арженка». Работали 3 бани, 12 парикмахерских, Дом колхозника. Торговое обслуживание осуществляло 46 торговых предприятий, в том числе 4 столовые, кафе. Рынок работал 2 раза в неделю. В типографии райисполкома издавалась газета «Вперёд».
Несмотря на то, что техника на селе только начинала внедряться, в районе уже были свои мастера: комбайнёр А. Ульянкин из зерносовхоза «Рассказовский» убрал одним комбайном 643 га зерновых, за что был удостоен ордена Ленина. В районе действовало почтово-телеграфное отделение, работали 16 агентов и 34 сельских письмоносца. Работала телефонная станция на 200 номеров, было телефонизировано 13 сельских советов, 3 совхоза и 2 МТС, радиоузел.
На протяжении всей истории Рассказовский район развивался преимущественно как район сельскохозяйственный.
В древности территорию Рассказовского района заселяли мордовские племена. В 1-й половине XVII века началось проникновение русских поселенцев. На рубеже XVII—XVIII веков возникли крупные сёла: Рассказово, Верхнеспасское, Коптево, Подоскляй, Нижнеспасское, Саюкино, Дмитриевщина, Татарщино, в XVIII веке — Никольское, Рождественское, Хитрово, Ахтырка, Кобылинка (Котовское), Осиновка, Новгородовка (Бетины хутора), Алексеевка, Липовка, Керша, Платоновка (Тамбовская область) в XIX веке — Пичер, Ивановка, Каменные Озерки, Телешовка, Богословка, Можаровка, Надеждино.
В годы Великой Отечественной войны на фронт ушли около 19 тыс. рассказовцев, более 10 тыс. человек — погибли.
4 мая 1943 года город Рассказово получил статус города областного подчинения и бы выведен из состава района, оставаясь, при этом, его центром.
Интересна история происхождения села Татарщины. Издавна часть населения села составляли татары, что и отразилось в названии. Село Татарщина основано шацкими служилыми татарами. Земли на Керше и Ломовисе были пожалованы Петром I в 1697 году. Возглавлял группу татар числом около 100 человек князь Тениш Долотказин. Отсюда второе название — Тенишевка. Можно сказать, что они находились в «казачьем сословии», так как были обязаны нести пограничную иррегулярную службу.
30 октября 1959 года к Рассказовскому району была присоединена часть территории упразднённого Платоновского района.

## Население
| 1989    | 1990    | 1991    | 1992    | 1993    | 1994    | 1995    | 1996    | 1997    |
| ------- | ------- | ------- | ------- | ------- | ------- | ------- | ------- | ------- |
| 25 400  | ↗28 000 | →28 000 | ↘27 800 | ↗28 100 | ↘28 000 | ↘27 900 | ↘27 600 | ↘27 300 |
| 1998    | 1999    | 2002    | 2009    | 2010    | 2012    | 2013    | 2014    | 2015    |
| ↘26 900 | ↘26 700 | ↘24 984 | ↘22 306 | ↗22 991 | ↘22 456 | ↘22 027 | ↘21 475 | ↘21 347 |
| 2016    | 2017    | 2018    | 2019    | 2020    | 2021    |         |         |         |
| ↗21 764 | ↘21 312 | ↘20 810 | ↘20 302 | ↘20 095 | ↗20 852 |         |         |         |

### Национальный состав
По итогам переписи населения 2020 года проживали следующие национальности (национальности менее 0,1 % и другое, см. в сноске к строке «Другие»):
| Национальность | Численность, чел. | Доля     |
| -------------- | ----------------- | -------- |
| Русские        | 18 754            | 89,94 %  |
| Цыгане         | 703               | 3,37 %   |
| Татары         | 77                | 0,37 %   |
| Армяне         | 70                | 0,34 %   |
| Украинцы       | 67                | 0,32 %   |
| Таджики        | 61                | 0,29 %   |
| Чеченцы        | 25                | 0,12 %   |
| Аварцы         | 25                | 0,12 %   |
| Другие         | 1070              | 5,13 %   |
| Итого          | 20 852            | 100,00 % |

## Административное деление
Рассказовский район как административно-территориальное образование включает 13 сельсоветов.
В Рассказовский район как муниципальное образование со статусом муниципального района входят 13 муниципальных образований со статусом сельских поселений
| №  | Сельские поселения        | Административный центр      | Количество населённых пунктов | Население | Площадь, км2 |
| -- | ------------------------- | --------------------------- | ----------------------------- | --------- | ------------ |
| 1  | Верхнеспасский сельсовет  | село Верхнеспасское         | 8                             | ↗3401     | 261,65       |
| 2  | Дмитриевщинский сельсовет | село Дмитриевщина           | 1                             | ↗852      | 43,36        |
| 3  | Зелёновский сельсовет     | посёлок Зелёный             | 1                             | ↘1613     | 3,79         |
| 4  | Нижнеспасский сельсовет   | село Нижнеспасское          | 6                             | ↗2701     | 396,26       |
| 5  | Никольский сельсовет      | село Никольское             | 2                             | ↗664      | 57,67        |
| 6  | Новгородовский сельсовет  | село Новгородовка           | 4                             | ↘868      | 141,68       |
| 7  | Озёрский сельсовет        | посёлок имени 2-й пятилетки | 5                             | ↗1384     | 214,26       |
| 8  | Пичерский сельсовет       | село Пичер                  | 4                             | ↗1118     | 141,13       |
| 9  | Платоновский сельсовет    | село Платоновка             | 5                             | ↗4582     | 174,66       |
| 10 | Рождественский сельсовет  | село Рождественское         | 5                             | ↗765      | 108,93       |
| 11 | Саюкинский сельсовет      | село Саюкино                | 2                             | ↗1410     | 83,87        |
| 12 | Татарщинский сельсовет    | село Татарщино              | 2                             | ↘676      | 78,99        |
| 13 | Хитровский сельсовет      | село Хитрово                | 2                             | ↗818      | 91,75        |

В рамках организации местного самоуправления в 2004 году на территории района были созданы 18 муниципальных образований со статусом сельских поселений (сельсоветов).
В 2008 году упразднённый Октябрьский сельсовет включён в Рождественский сельсовет, в 2010 году упразднённый Подоскляйский сельсовет включён в Нижнеспасский сельсовет, в 2013 году упразднённые Котовский и Липовский сельсоветы включены в Верхнеспасский сельсовет; Осиновский — в Новгородовский сельсовет.

## Населённые пункты
В Рассказовском районе 47 населённых пунктов (все — сельские).
| №  | Населённый пункт                | Тип                             | Население | Муниципальное образование |
| -- | ------------------------------- | ------------------------------- | --------- | ------------------------- |
| 1  | 2-е отделение совхоза «Арженка» | посёлок                         | 500       | Пичерский сельсовет       |
| 2  | Александровка                   | деревня                         | 0         | Озёрский сельсовет        |
| 3  | Алексеевка                      | деревня                         | 189       | Верхнеспасский сельсовет  |
| 4  | Ахтырка                         | деревня                         | →145      | Нижнеспасский сельсовет   |
| 5  | Богословка                      | село                            | 528       | Озёрский сельсовет        |
| 6  | Большие Туляны                  | посёлок                         | 102       | Нижнеспасский сельсовет   |
| 7  | Ванские Выселки                 | посёлок                         | 0         | Платоновский сельсовет    |
| 8  | Верхнеспасское                  | село                            | ↘1955     | Верхнеспасский сельсовет  |
| 9  | Ворожейкино                     | посёлок                         | 33        | Хитровский сельсовет      |
| 10 | Дмитриевщина                    | село                            | ↗852      | Дмитриевщинский сельсовет |
| 11 | Заболотские Выселки             | посёлок                         | 17        | Платоновский сельсовет    |
| 12 | Зелёный                         | посёлок                         | ↘1613     | Зелёновский сельсовет     |
| 13 | Ивановка                        | деревня                         | 190       | Пичерский сельсовет       |
| 14 | Ильичёвский                     | посёлок                         | 13        | Озёрский сельсовет        |
| 15 | имени 2-й пятилетки             | посёлок                         | 903       | Озёрский сельсовет        |
| 16 | Каменные Озёрки                 | деревня                         | 272       | Новгородовский сельсовет  |
| 17 | Кёрша                           | село                            | 438       | Татарщинский сельсовет    |
| 18 | Комаровка                       | деревня                         | 58        | Верхнеспасский сельсовет  |
| 19 | Коптево                         | село                            | 442       | Верхнеспасский сельсовет  |
| 20 | Котовское                       | село                            | 186       | Верхнеспасский сельсовет  |
| 21 | Липовка                         | село                            | 322       | Верхнеспасский сельсовет  |
| 22 | Ломовис                         | железнодорожная станция         | 38        | Никольский сельсовет      |
| 23 | Маяк                            | посёлок                         | 403       | Платоновский сельсовет    |
| 24 | Можаровка                       | деревня                         | 40        | Рождественский сельсовет  |
| 25 | Мосоловка                       | деревня                         | 1         | Рождественский сельсовет  |
| 26 | Надеждино                       | деревня                         | 62        | Пичерский сельсовет       |
| 27 | Нижнеспасское                   | село                            | ↗2404     | Нижнеспасский сельсовет   |
| 28 | Никольское                      | село                            | 691       | Никольский сельсовет      |
| 29 | Новгородовка                    | село                            | 529       | Новгородовский сельсовет  |
| 30 | Новиково                        | посёлок                         | 4         | Саюкинский сельсовет      |
| 31 | Осиновка                        | село                            | 366       | Новгородовский сельсовет  |
| 32 | Павловский                      | посёлок                         | 0         | Озёрский сельсовет        |
| 33 | Пичер                           | село                            | 453       | Пичерский сельсовет       |
| 34 | Платоновка                      | село                            | ↗3947     | Платоновский сельсовет    |
| 35 | Плетни                          | деревня                         | 120       | Рождественский сельсовет  |
| 36 | Подоскляй                       | село                            | 215       | Нижнеспасский сельсовет   |
| 37 | Преображенье                    | посёлок                         | 14        | Верхнеспасский сельсовет  |
| 38 | Рассказово                      | посёлок железнодорожной станции | 120       | Платоновский сельсовет    |
| 39 | Рождественское                  | село                            | 490       | Рождественский сельсовет  |
| 40 | Савинка                         | посёлок                         | 9         | Нижнеспасский сельсовет   |
| 41 | Саюкино                         | село                            | 1385      | Саюкинский сельсовет      |
| 42 | Скорятино                       | посёлок                         | 4         | Нижнеспасский сельсовет   |
| 43 | Стахановка                      | деревня                         | 8         | Новгородовский сельсовет  |
| 44 | Татарщино                       | село                            | 385       | Татарщинский сельсовет    |
| 45 | Телешовка                       | село                            | 350       | Рождественский сельсовет  |
| 46 | Усть-Кензарь                    | посёлок                         | 0         | Верхнеспасский сельсовет  |
| 47 | Хитрово                         | село                            | 857       | Хитровский сельсовет      |

Упразднённые населённые пункты
- 1998 г. упразднены поселок Булгаковские Выселки Платоновского сельсовета и поселок Селивановка Осиновского сельсовета[29]; посёлок Овчинно-Шубный включен в состав г. Рассказово[30].
- 2004 г. посёлок совхоза «Арженка» включен в состав г. Рассказово[31].
- В 2006 году поселок Тригуляй передан в состав Тамбовского района[32].

## Промышленность
Развита очень слабо. Её удельный вес в объёме промышленного производства Тамбовской области составляет 0,3 %. Среди 23 районов Тамбовской области по объёму промышленного производства Рассказовский район занимает 11-е место.
В настоящее время экономическая база района находится в депрессивном состоянии: продолжаются негативные тенденции спада производства, сопровождающиеся сокращением мест приложения труда, как в сельском хозяйстве, так и в промышленности района. Как следствие этого — социальные последствия, выражающиеся, прежде всего, в потере демографического и трудового потенциала территории, обусловленного оттоком экономически активного населения в другие экономически более развитые регионы

## Социальная сфера
Как и везде, в Рассказовском районе есть культурные и образовательные учреждения. Так, в районе действует 26 учреждений культурно-досугового типа, 7 дошкольных образовательных учреждений, 24 общедоступные библиотеки и 1 музей. В районе насчитывается 29 общеобразовательных учреждений дневного типа и 1 вечерняя школа.

## Культура
В городе и районе немало исторических памятников, заповедных мест, памятников природы. Среди них Иоанно-Богословская церковь, дом-усадьба фабриканта Асеева, геологический памятник позднемеловой эпохи, расположенный в селе Никольском, на берегу реки Большой Ломовис, музей писателя Сергеева-Ценского в селе Коптево, парк в ГППЗ «Арженка», Бездушный куст и другие.
В городе широко развита сеть учреждений культуры. В их числе — городской Дом культуры, Дом культуры им. Кирова АО "Текстильная фирма «Арженка», Дом творчества детей и юношества, две музыкальные школы, музеи, кинотеатр, шесть библиотек. Район располагает 22 сельскими домами культуры и клубами, 26 библиотеками, детской музыкальной школой. На многих сценах области блистали своим исполнительским мастерством рассказовские сельские самодеятельные артисты. Хор русской песни районного Дома культуры, хореографический коллектив «Росинка» Никольского Дома культуры, хореографический коллектив «Надежда» посёлка Зелёный, детский кукольный театр «Золотой ключик» Хитровского сельского Дома культуры пользуются неизменным успехом у зрителей.
Всей области известны творческие коллективы — народный хор русской песни ДК им. Кирова, хор русской песни и танцевальный коллектив «Рандеву» ДК ГППЗ «Арженка».
Много в Рассказовских деревнях и сёлах церквей и храмов. В селе Нижнеспасское до наших дней действует Покровский храм, построенный в 1887 году. В селе Рождественское находится Христорождественская церковь. Она была построена в 1854 году, но в годы советской власти была уничтожена. Церковь построили заново в 1991 году, на этот раз из камня.
Одним из центров средоточия культуры является село Коптево, окружённое со всех сторон просторными полями и сочными лугами. Жители села — потомственные хлеборобы, землепашцы. В 2002 году жители села отметили 300-летие своего селения. Центром сельской жизни является школа, в которой располагается прекрасный музей, рассказывающий о жизни знаменитого земляка С. Н. Сергеева-Ценского. Комната-музей была открыта год назад. Там хранятся материалы, привезённые из дома-музея Ценского, находящегося в Алуште. Это либо вторые экземпляры, либо фотокопии.
Отец Сергея Николаевича имел отношение к Коптевской средней школе, там он начинал преподавать, а затем был переведён в село Преображение. В этом селе Серёжа со своими родителями прожил пять лет, потом переехал в Тамбов, в 16 лет уехал он из Тамбова и больше на свою малую Родину не возвращался. Спустя 125 лет Сергей Николаевич возвращается на Родину: возвращается в нашей памяти, в работе музея Коптевской средней школы. Одним из экспонатов музея является метрическое свидетельство, выданное родителям Серёжи при его рождении. В музее находится множество фотографий из семейного архива Сергеевых-Ценских, писем, документов, книг и даже рисунков, сделанных рукой Сергея Николаевича Сергеева-Ценского.
Надо сказать, что практически в каждой сельской школе есть свой музей. Директора и учителя школ сотрудничают между собой, обмениваются интересной информацией и фактами истории.
Так, каждый населённый пункт Рассказовского района — это маленький культурный центр, в котором бережно хранится память об уроженцах сел и городов.